# Kapsel KA
Kapsel KA var en störkapsel för attackflyget som var i bruk på Viggensystemet i det svenska flygvapnet. Kapseln kom senare att moderniseras och fick då namnet U22, som även den senare moderniserades till versionerna U22a och U22b. Den sista Viggenversionen att använda kapseln var SK 37E som togs ur tjänst 2007.
Vanligast var det att de olika versionerna av Spaningsviggen bar kapseln tillsammans med rems/fackelfällarkapsel KB.

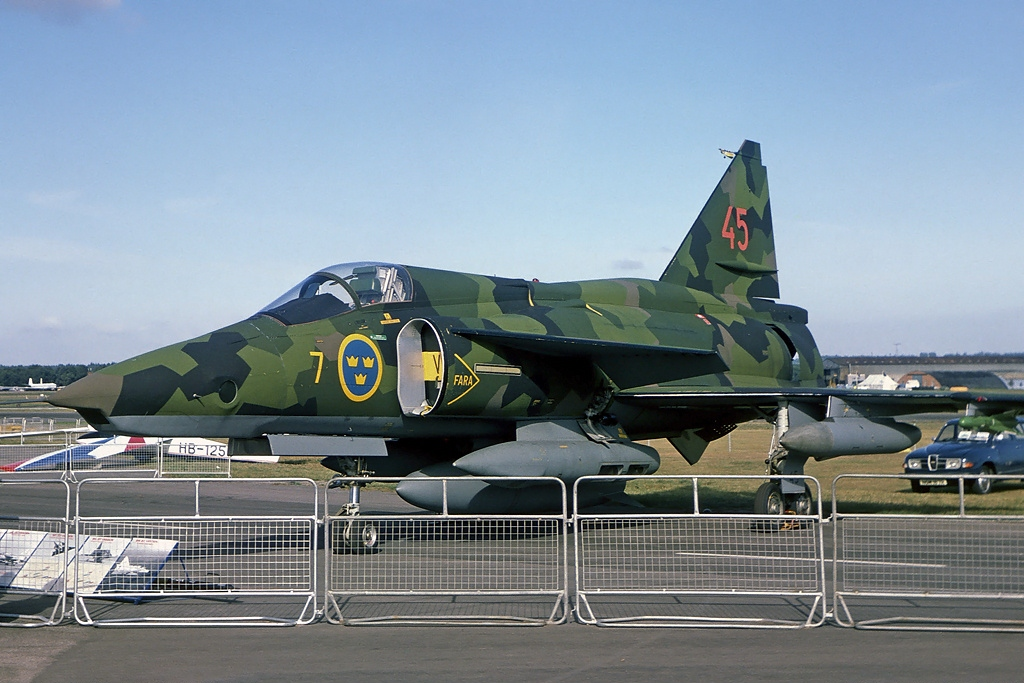
SF 37 Viggen med KA-kapsel monterad under vänstervingen

## Tjänsteperioder
- Kapsel KA  1972–1981
- Kapsel U22 1981–2005

## Funktion
Utrustningen konstruerades för att kunna störa fientlig radar med hög effekt över ett brett band. Bandet kom dock att begränsas av tillgängliga vandringsvågrör och kom slutligen att täcka C- till X-banden (H-I) sedan försök att utveckla ett inhemskt vandringsvågrör hade misslyckats.
Styrning av kapseltillslag och aktivering av inställd störmod utfördes av piloten. Störmoden aktiverades därefter av mottagare i störkapseln.

### Vågformsrepetition
Användes för att vilseleda en radar som arbetar med lobrotation för att hitta vinkeln i höjd och sida till målet. Lobrotation är en äldre vanlig målföljningsmetod för till exempel eldledningsradar för luftvärn (exempelvis eldledningsradarn för RBS 77) eller nosradar i ett jaktplan (exempelvis J 35 Draken).
Störningen sker genom att antennens rotationshastighet mäts in och att sedan en motpuls sänds ut som matchar rotationshastigheten. Detta får radarn att på nytt söka efter målets läge där det inte finns och målföljningen blir felaktig eller tappas helt.

### Vågformsmaskerande störning
Svepstörning med inställbar mittfrekvens och bandbredd fanns. Frekvensinmätningsutrustning fanns dock ursprungligen inte i kapseln, men med diverse fiffigheter kunde belysande frekvens skattas med ca 500 MHz noggrannhet. Brus kunde sändas ut kontinuerligt eller intermittent. De fanns möjlighet att synkronisera intermittensen med ett roteflygplan via en radiolänk i kapseln för att åstadkomma synkron glimtstörning.
Detta är den klassiska störningsformen som endast producerar ett brusmoln kring flygplanet för operatören på en spaningsradar, ju större moln desto bättre skydd.

### Vågform puls avståndsgrindavhakning
Mottagare i KA kunde triggas av inkommande puls som då kunde skicka ut en 0,25 us lång svarspuls vars fördröjning kunde varieras.

## Kapsel U22
KA hade ett otillräckligt bandbredd och klarade dessutom inte av att störa samtidiga multipla hot. Bland annat av dessa skäl togs U22 fram och
producerades 1981–1988.
Bandbredd C-Ku-banden (G-J) med två sändarrör. Utrustningens kapacitet motsvarade 5 KA genom inbyggd förmåga att parallellt
behandla flera samtidiga hot. Utrustningen utnyttjade 5 pulskanaler (bandbreddsuppdelade) och hade tillgång till två bruskanaler och 2 separata avstämbara frekvensminnen (FML) på C/X- respektive Ku-banden.
Utrustningen utnyttjade ett antal låsmottagare baserade på YIG-filter med 50 MHz bandbredd. Maskerande störsändning kunde utföras med frekvenssvept
brus med 10–1200 MHz bandbredd.
Utrustningen hade en hög mottagarkänslighet. Sändning kunde ske med breda lober i framsektorn alternativt med en rörlig antenn med högre direktivitet.
Styrning skedde via fasta program, inställbart via tumhjul före start. Förare hade endast möjlighet till val av beredskap eller aktiv sändning.
Utrustningen hade samma kylsystem som KA baserat på avdunstning av freon.

## Kapsel U22A
Det öppna freonbaserade kylsystemet på U22 gick inte ihop med modernt miljötänkande och ett slutet glykol/vattenbaserat kylsystem utvecklades därför
och infördes i U22A.
Känsligheten hos mottagarna i U22 ökades och bland annat PRI-prediktor infördes från Ericssons A100 kapsel som möjliggjorde att täckpulsstörning kunde tillföras. Styrningen av kapseln förbättrades så att två förprogrammerade störstrategier kunde väljas av piloten under ett uppdrag.
En datastav för registrering av uppmätta insignalen infördes.
Utrustningen levererades 1996–1997.

## Bärarflygplan
- AJ 37 Viggen
- AJS 37 Viggen
- SF 37 Viggen
- AJSF 37 Viggen
- SH 37 Viggen
- AJSH 37 Viggen
- SK 37E Viggen